# Oupiou
Oupiou est un dieu-canidé de l'Égypte antique mentionné dès les Textes des pyramides (neuf mentions). Son nom signifie probablement « le juge », « celui qui sépare, divise » ou « l'Ouvreur ». Il lui est accolé l'épithète « celui qui est à la tête d'Héliopolis », son lieu de culte se situait alors probablement dans la région de Memphis, la capitale du pays durant l'Ancien Empire. Durant l'époque ptolémaïque, Oupiou est une épithète du dieu Horus à Dendérah. Oupiou aurait aussi comme épithète, « Premier d'Héliopolis » car il y serait originaire. Il aurait d'ailleurs un lien étroit avec Rê et Oupouaout. Il serait également le précurseur d'Oupouaout-Rê.

## Source
- (en) Terence DuQuesne, The Jackal Divinities of Egypt I : From the Archaic Period to Dynasty X, Londres, Darengo, coll. « Oxfordshire Communications in Egyptology » (no VI), 2005, 566 p. (ISBN 1-871266-24-6), p. 398-400
- (en) Wepiu